# Costești, Storojineț
Costești (în ucraineană Костинці, transliterat: Kostînți și în germană Kostestie) este un sat reședință de comună în raionul Storojineț din regiunea Cernăuți (Ucraina). Are 1,244 locuitori, preponderent ucraineni.
Satul este situat la o altitudine de 287 metri, în partea de centru-nord a raionului Storojineț. De această comună depinde administrativ satul Căbești.

## Istorie
Localitatea Costești a făcut parte încă de la înființare din regiunea istorică Bucovina a Principatului Moldovei. Prima atestare documentară datează din anul 1608.
În ianuarie 1775, ca urmare a atitudinii de neutralitate pe care a avut-o în timpul conflictului militar dintre Turcia și Rusia (1768-1774), Imperiul Habsburgic (Austria de astăzi) a primit o parte din teritoriul Moldovei, teritoriu cunoscut sub denumirea de Bucovina. După anexarea Bucovinei de către Imperiul Habsburgic în anul 1775, localitatea Costești a făcut parte din Ducatul Bucovinei, guvernat de către austrieci, făcând parte din districtul Stăneștii de Jos (în germană Unterstanestie). 
După Unirea Bucovinei cu România la 28 noiembrie 1918, satul Costești a făcut parte din componența României, în Plasa Flondoreni a județului Storojineț. Pe atunci, majoritatea populației era formată din ucrainieni. În perioada interbelică, a funcționat aici Societatea pentru cultură "Sentinela răzășească" .
Ca urmare a Pactului Ribbentrop-Molotov (1939), Bucovina de Nord a fost anexată de către URSS la 28 iunie 1940. Bucovina de Nord a reintrat în componența României în perioada 1941-1944. La 5 iulie 1941, armata română a reintrat în sat, iar localnicii ucraineni, foști membri ai L.A.N.C., i-au adunat pe evrei și au chemat apoi armata, care i-a executat într-un câmp, în apropierea casei unui oarecare Honceruc. Au fost uciși atunci un număr de 360 până la 420 de evrei; scriitorul Marius Mircu menționează numele a 33 de familii totalizând 105 persoane care au fost asasinate la Costești . 
În anul 1944, Bucovina de Nord a fost reocupată de către URSS și integrată în componența RSS Ucrainene. Începând din anul 1991, satul Costești face parte din raionul Storojineț al regiunii Cernăuți din cadrul Ucrainei independente. Conform recensământului din 1989, numărul locuitorilor care s-au declarat români plus moldoveni era de 5 (3+2), adică 0,34% din populația localității . În prezent, satul are 1.244 locuitori, preponderent ucraineni.

## Demografie
Componența lingvistică a localității Costești
     Ucraineană (99,6%)
     Alte limbi (0,4%)
Conform recensământului din 2001, majoritatea populației localității Costești era vorbitoare de ucraineană (99,6%), existând în minoritate și vorbitori de alte limbi.
1989: 1.467 (recensământ)
2007: 1.244 (estimare)

### Recensământul din 1930
Componența etnică a comunei Costești (județul Storojineț)
     Români (43,53%)
     Evrei (12,09%)
     Ruteni (43,92%)
     Altă etnie (0,46%)
Componența confesională a comunei Costești
     Ortodocși (87,63%)
     Mozaici (12,09%)
     Altă religie (0,28%)
Conform recensământului efectuat în 1930, populația comunei Costești se ridica la 2.265 locuitori. Majoritatea locuitorilor erau ruteni (43,92%), cu o minoritate români (43,53%) și una de evrei (12,09%). Alte persoane s-au declarat: polonezi (9 persoane) și germani (1 persoană). Din punct de vedere confesional, majoritatea locuitorilor erau ortodocși (87,63%), dar existau și mozaici (12,09%). Alte persoane au declarat: romano-catolici (2 persoane) și greco-catolici (4 persoane).